# Matías Viña
Matías Nicolás Viña Susperreguy (ur. 9 listopada 1997 w Empalme Olmos) – urugwajski piłkarz występujący na pozycji lewego obrońcy w brazylijskim klubie Flamengo oraz w reprezentacji Urugwaju. Posiada również obywatelstwo włoskie. Wychowanek Nacionalu, w trakcie swojej kariery grał także w Palmeiras oraz AS Roma.